# 北海道ちほく高原鉄道ふるさと銀河線
ふるさと銀河線（ふるさとぎんがせん）は、北海道中川郡池田町（十勝支庁）の池田駅から北見市（網走支庁）の北見駅に至る北海道ちほく高原鉄道が運営していた鉄道路線。旧国鉄特定地方交通線の池北線（ちほくせん）を引き継いだ路線で、2006年4月21日に廃止された。
営業当時は日本の第三セクター鉄道路線としては最長の営業距離を持つ路線であり、廃止後も2019年3月23日に三陸鉄道がリアス線 (163.0km) を開業するまでは史上最長であった。

## 路線データ
- 路線距離（営業キロ）：140.0 km
- 軌間：1,067 mm（狭軌）
- 駅数：33駅（起終点駅含む）
- 複線区間：なし（全線単線）
- 電化区間：なし（全線非電化）
- 閉塞方式：特殊自動閉塞式（軌道回路検知式）
- 最高速度
  - 85 km/h（置戸駅 - 北見駅間）
  - 80 km/h（池田駅 - 置戸駅間）

## 歴史
もともとは、道央と網走を結ぶ幹線鉄道として網走線（あばしりせん）の名称で1910年（明治43年）9月22日に池田側から開業したもので、1911年（明治44年）9月25日には野付牛（現在の北見）まで延長、1912年（大正元年）10月5日にはさらに網走へと延長され、同年11月18日には網走本線（あばしりほんせん）に改称された。しかし、1932年（昭和7年）10月1日に石北線が野付牛に達すると距離の短い石北線がメインルートとなり、1961年（昭和36年）4月1日には線路名称の整理が行われ、石北線が名実ともに本線（石北本線）となり、池田 - 北見間が池北線となった。 
沿線の豊富な森林資源の輸送ルートとして活用され、冬季には流氷によって使用できなくなるオホーツク港を代替する輸送手段として利用された。しかし自動車の普及に伴い利用者が減少し、1980年（昭和55年）12月27日の国鉄再建法施行により廃止対象となった。日本有数の人口希薄地帯である道東・道北の国鉄特定地方交通線で営業キロが100 km 以上あった池北線・標津線・天北線・名寄本線の4線は「長大4線」と呼ばれ、特別な配慮を地元自治体が求めた。そこで、1984年（昭和59年）6月22日の第2次特定地方交通線承認では、バス転換しなければならないのかを調査するため、池北線など長大4線は保留された。しかし、1985年（昭和60年）8月2日、「乗客数減少により赤字が増大することが予想され、バス転換しなければならない」として追加承認された。
1987年（昭和62年）4月1日の国鉄分割民営化に伴い、北海道旅客鉄道（JR北海道）に承継された後、1989年（平成元年）6月4日に北海道ちほく高原鉄道に転換され、路線名もふるさと銀河線に改称された。転換には、国鉄時代の池北線の輸送密度は長大4線の中では一番高かったことや、ふるさと銀河線開業時は第二次ベビーブーム（団塊ジュニア）世代がちょうど高校生くらいの年齢で通学生が今よりもはるかに多く、またバブル期で金利が高く経営安定基金の運用益で赤字補填の目途が立ったことなど、いくつかの条件が第三セクター化に大きな影響を与えた。一方、この路線が存続に至ったのは政治的な配慮のうえの設立という見解もある。
しかし、少子化時代を迎え主な旅客である高校生などの通学生が大幅に減少したことや、沿線が建設業に大きく依存した産業構造で、付加価値の高い加工・製造業などの地場産業育成が進んでいないことから、長引く不況や公共事業削減により沿線人口の流出・過疎化が進行し、1990年（平成2年）度には年間約100万人あった旅客も2003年（平成15年）度には約50万人まで半減した。さらにゼロ金利政策による低金利の状態が続き、経営安定基金の運用益による赤字補填が困難になったことも経営状態の悪化に追い討ちをかけた。北海道ちほく高原鉄道側は当初、沿線自治体に対して鉄路存続のための資金の協力を要請したが、銀河線以外の公共交通機関が全くないため廃止に猛反対していた陸別町以外の沿線自治体は資金の協力を拒否。そのため、2005年（平成17年）3月27日の取締役会で陸別町長以外の賛成により廃止することが決定された。そして同年4月21日に北海道運輸局長に廃止届が提出された。2006年（平成18年）4月20日限りで廃止された。これに伴い、北海道の旧国鉄特定地方交通線はすべて消滅した。銀河線廃止後、帯広 - 陸別間（十勝バス）と陸別 - 北見間（北海道北見バス）で代替となるバス路線が運行されている。しかし、そのバス路線も利用者が低迷し、バス事業者や通学者などへの助成が沿線自治体にとって大きな負担となっている。

### 年表
- 1910年（明治43年）9月22日：官設鉄道の網走線として、池田駅 - 淕別駅間 (77.4 km) が開業[1]。同区間に高島・勇足・本別・仙美里・足寄・上利別・淕別の各駅を新設[14][15]。
- 1911年（明治44年）9月25日：網走線の淕別駅 - 野付牛駅間 (62.6 km) が延伸開業[1]。同区間に小利別[14][15]・置戸[14][15]・訓子府[14][15]・上常呂[14][15]・野付牛[14]の各駅を新設。
- 1912年（大正元年）
  - 10月5日：網走線の野付牛駅 - 網走駅（初代）間開業[2]。網走線全通。
  - 11月18日：線名改称に伴い、池田駅 - 野付牛駅 - 網走駅間を網走本線とする[1]。
- 1913年（大正2年）10月11日：大誉地駅を新設[14][15]。
- 1916年（大正5年）11月1日：釧北信号所を新設[16]。
- 1920年（大正9年）6月1日：川上駅を新設[14][15]。
- 1922年（大正11年）
  - 4月1日：釧北信号所を信号場に変更[16]。
  - 8月1日：境野駅を新設[14][15]。
- 1931年（昭和6年）4月7日：釧北信号場を閉鎖（廃止時期は不明）[17]。
- 1942年（昭和17年）10月1日：野付牛駅を北見駅に改称[15]。
- 1946年（昭和21年）9月10日：愛冠仮乗降場を新設[16]。
- 1947年（昭和22年）2月11日：日ノ出仮乗降場を新設[18]。
- 1948年（昭和23年）
  - 5月：北光社仮乗降場を新設[18]。
  - 7月1日：保線事務所（線路班）関係者の通勤・通学のため、一部の列車を様舞[19]・大森[19]・笹森[20]・釧北[17]の各駅に停車（釧北駅の仮乗降場設置は不明）。
  - 8月1日：笹森仮乗降場を新設[20]。
- 1949年（昭和24年）
  - 6月1日：日本国有鉄道法施行に伴い、公共企業体日本国有鉄道（国鉄）に移管。
  - 11月20日：淕別駅を陸別駅に改称[20]。
- 1950年（昭和25年）
  - 1月15日：日ノ出仮乗降場を駅に変更[14]。
  - 月日不詳 様舞仮乗降場を新設[19]
- 1952年（昭和27年）3月25日：愛冠仮乗降場を駅に変更[14][15]。
- 1955年（昭和30年）
  - 8月20日：豊住仮乗降場・西富仮乗降場を新設[17]。
  - 8月22日：気動車（レールバス）の運行を開始[1]。同時に北見側で増発。
  - 9月：広郷仮乗降場を新設[18]。
- 1956年（昭和31年）月日不詳：西訓子府仮乗降場を新設[17]。
- 1957年（昭和32年）
  - 6月1日：釧北仮乗降場を廃止[17]。
  - 月日不詳：穂波仮乗降場を新設[17]。
- 1958年（昭和33年）9月10日：薫別駅・分線駅を新設[14][15]。
- 1959年（昭和34年）
  - 5月1日：様舞仮乗降場を駅に変更[14][15]。
  - 11月1日：豊住・西訓子府・西富・穂波・広郷・北光社の各仮乗降場を駅に変更[14][15]。
- 1960年（昭和35年）5月1日：西一線駅を新設[14][15]。
- 1961年（昭和36年）
  - 2月1日：塩幌駅を新設[14][15]。
  - 4月1日：網走本線の北見駅 - 網走駅間を石北本線に編入[3]。同時に、池田駅 - 北見駅間 (140.0 km) を池北線に改称[1]。
- 1962年（昭和37年）
  - 10月1日：線内初の優等列車として、帯広駅 - 北見駅間運行の準急列車「池北」運行開始[1]。運行当初は帯広駅 - 陸別駅間1往復、帯広駅 - 北見駅間1往復の計2往復。
  - 12月1日：南本別駅を新設[14][15]。
- 1966年（昭和41年）3月5日：準急列車制度改変に伴い、準急「池北」が急行列車に昇格。
- 1968年（昭和43年）10月1日：大森仮乗降場を新設[21]。
- 1971年（昭和46年）7月1日：急行「池北」陸別発着の1往復を廃止。北見発着の1往復のみとなる。
- 1975年（昭和50年）4月25日：線内で使用する機関車をすべてディーゼル機関車に置き換え完了[1]。
- 1980年（昭和55年）10月1日：急行「池北」廃止。
  - 廃止時の停車駅：帯広駅 - 幕別駅（下りのみ） - 池田駅 - 本別駅 - 足寄駅 - 陸別駅 - 小利別駅 - 置戸駅 - 訓子府駅 - 北見駅
- 1982年（昭和57年）11月22日：第2次特定地方交通線として廃止承認を申請[1]。
- 1984年（昭和59年）
  - 2月1日：全線の貨物営業を事実上廃止[1]。
  - 6月22日：第2次特定地方交通線として廃止承認保留[4][5][6]。
- 1985年（昭和60年）8月2日：第2次特定地方交通線として廃止承認[4][5][6]。
- 1987年（昭和62年）4月1日：国鉄分割民営化に伴い、北海道旅客鉄道（JR北海道）が全線を第一種鉄道事業者として承継。全線の貨物営業を廃止。大森・笹森の各仮乗降場を駅に変更[14]。
- 1988年（昭和63年）11月14日：池北線廃止に伴う代替措置を、第三セクター運営による鉄道輸送とすることを決定[4][5][6]。
- 1989年（平成元年）
  - 1月20日：公募の結果、池北線の第三セクター転換後の路線名が「ふるさと銀河線」に決定[5][22][6]。
  - 3月9日：北海道ちほく高原鉄道株式会社が設立（創立総会は同年2月28日）[8][23]。
  - 3月29日：国土交通省が、JR北海道が提出した池北線の廃止申請を承認[8][23]。
  - 3月30日：国土交通省が、北海道ちほく高原鉄道に代替鉄道事業者認定書および第一種鉄道事業免許状を交付[8][23]。
  - 6月3日：JR北海道池北線最終営業日（廃止は翌4日付）[1][8][23][新聞 1]。
  - 6月4日：北海道ちほく高原鉄道ふるさと銀河線開業 (140.0 km)[1][7][8][9][10][11][新聞 1]。開業当初の運行ダイヤはJR時代のものを引き継いだ。帯広直通列車は一旦廃止される。
  - 8月6日：ダイヤ改正を実施[24][25][26]。運行本数を増発し、置戸駅 - 北見駅間で1 - 2時間間隔にする。快速列車も池田駅 - 北見駅間で運行開始、後に「銀河」と命名される。停車駅は駅一覧（後節）を参照。
- 1991年（平成3年）11月1日：JR北海道根室本線の帯広駅 - 池田駅間に乗り入れ開始[7][27][28][29][30]。運行本数を1 - 2本削減。快速「銀河」は帯広駅 - 北見駅間の運行となる。ただし、帯広 - 池田間（JR北海道区間）は普通列車として運行された。
- 1995年（平成7年）
  - 9月1日：運輸収入の改善を見込んで運賃を改定[31][32][11]。
  - 9月4日：岡女堂駅を新設[14][7]。
  - 12月20日：置戸駅 - 北見駅間をCTC化[31][33][34]。
- 1996年（平成8年）11月30日：足寄駅 - 置戸駅間をCTC化[35][36][34]。
- 1997年（平成9年）
  - 4月1日：消費税率改定（3%→5%）に伴う運賃改定[11][37]。
  - 11月1日：池田駅 - 足寄駅間をCTC化[38][39][37]。全線使用開始[7]。
- 2001年（平成13年）
  - 4月1日：経営改善計画による運輸収入の改善を見込み、運賃改定[40]。
  - 7月31日 - 8月5日：池田駅 - 北見駅間で「SL銀河号」を運行[41][報道 3]。SL銀河号とCR75形気動車の行き違い（2001年8月 置戸駅）
- 2005年（平成17年）

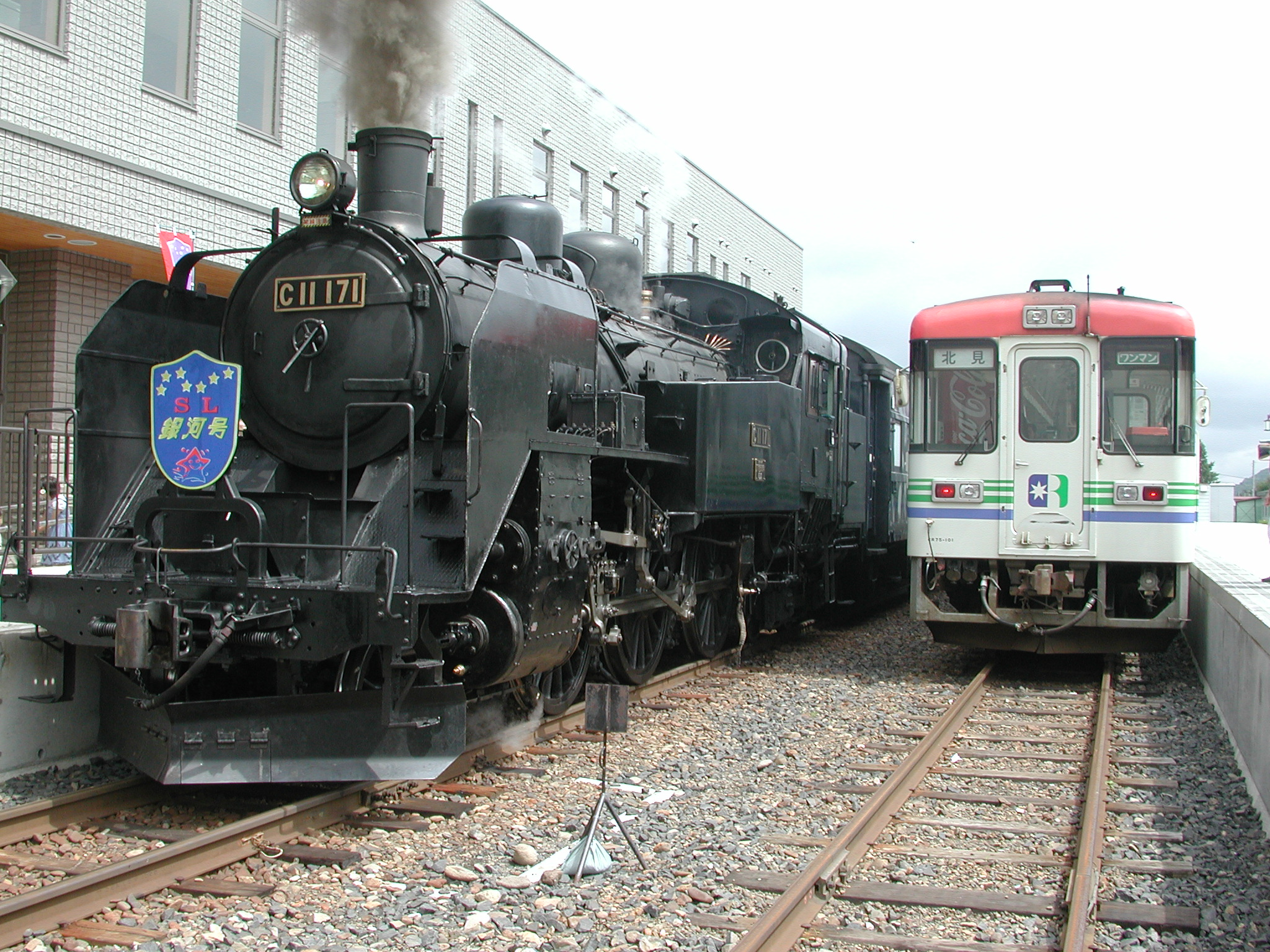
SL銀河号とCR75形気動車の行き違い（2001年8月 置戸駅）

  - 3月27日：取締役会にて廃止が決定される[12][報道 1][新聞 6]。
  - 4月17日：臨時株主総会で廃止を正式に決定[13][新聞 9]。
  - 4月21日：廃止届を提出[報道 2]。
- 2006年（平成18年）
  - 4月20日：ふるさと銀河線最終運行日。池田駅 - 北見駅間で臨時列車「さよならふるさと銀河線号」が運行され、下り列車は池田駅・本別駅・足寄駅・陸別駅発車時、上り列車は北見駅・訓子府駅・置戸駅発車時にそれぞれセレモニーが実施された[報道 4][報道 5]。
  - 4月21日：全線廃止[13][新聞 2]。帯広 - 池田 - 足寄 - 陸別間が十勝バス、陸別・置戸・訓子府 - 北見間が北海道北見バスに転換。
  - 6月24日：株主総会で北海道ちほく高原鉄道株式会社の解散を正式に決定[新聞 10]。

## 運行形態
2006年3月時点で、全線直通列車を含め1日あたり池田駅 - 陸別駅間が7往復と足寄駅折り返し1往復、置戸駅 - 北見駅間は下り12本、上り11本であった。池田駅 - 北見駅間の直通は5往復（上り1本は置戸駅で乗り換え）あり、うち1往復は帯広駅 - 北見駅間の快速「銀河」で、所要時間は約3時間10分ほどであった。普通列車でも南本別駅や薫別駅などの一部の駅を通過する列車があった。陸別駅 - 置戸駅間は十勝・網走支庁の境界の山間部で本数は少なく、1日あたり6往復のみであった。
一部の列車はJR根室本線の帯広駅まで乗り入れていた。朝5時台の池田発足寄行きと折り返し6時台の足寄発新得行きはJRの車両で運行されていた。また、JRのイベント列車が線内を通過することもあった。
2000年3月31日までは、北見発の最終が22時、池田発の最終が21時台後半であったが、繰上げになった。
なお、池田駅・帯広駅および北見駅での改札時は降車時に車内の運賃箱に乗車券もしくは現金を投入し、運転士から精算済証明書を受け取った後、改札で掲示して通過する方法で利用していた。乗車時はJR利用時と同様に乗車券を購入し改札で改札を受けて車両に乗車していた。

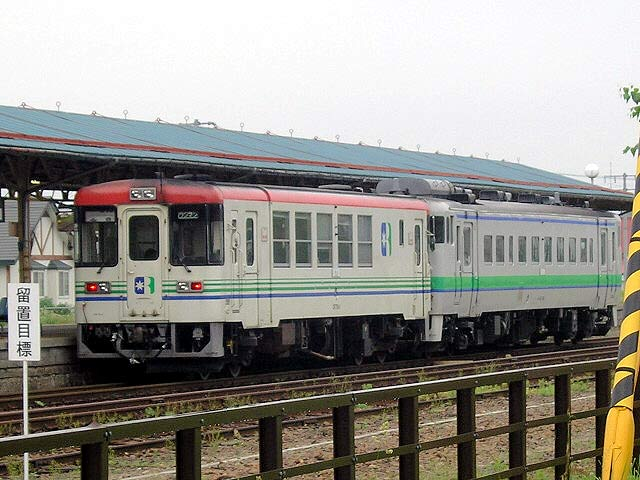
銀河線とJR北海道との列車が連結されて帯広駅に向かう。 （2004年7月）
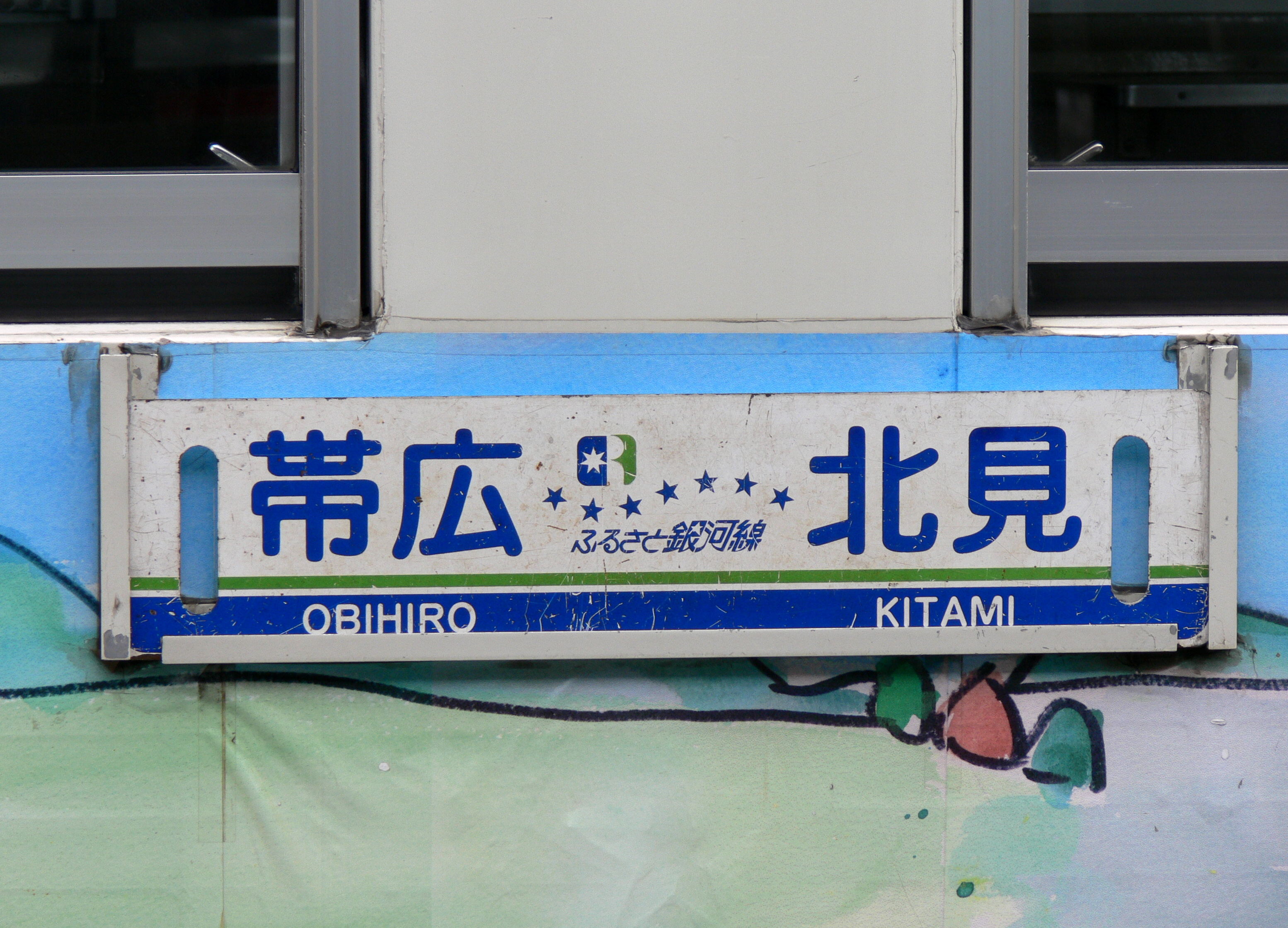
帯広駅へ乗り入れた列車の行先標 （2006年2月）
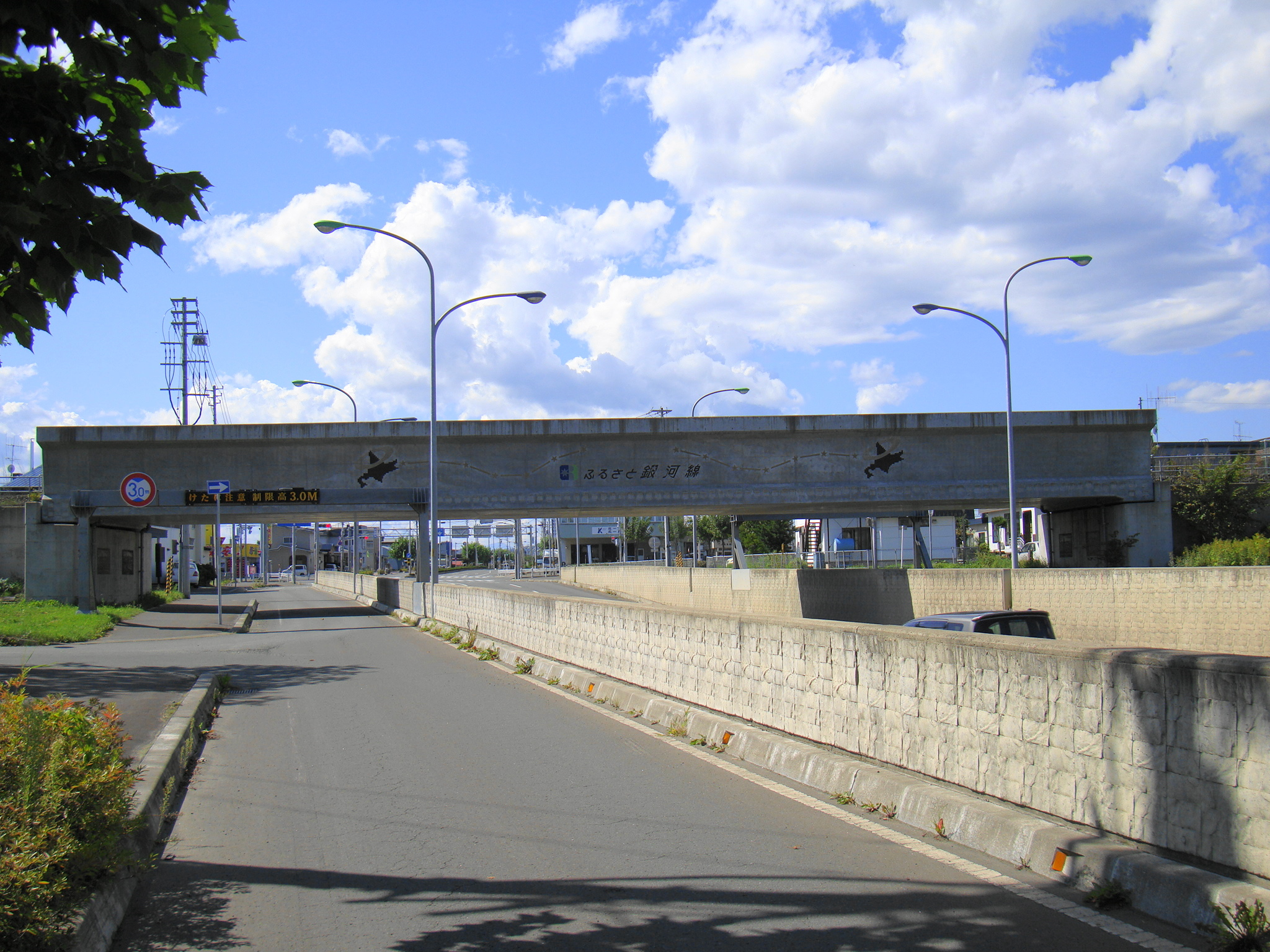
北見市内の市道との立体交差の様子（2009年9月）

## 使用車両

### 北海道ちほく高原鉄道転換後
- 気動車
  - CR70形
  - CR75形

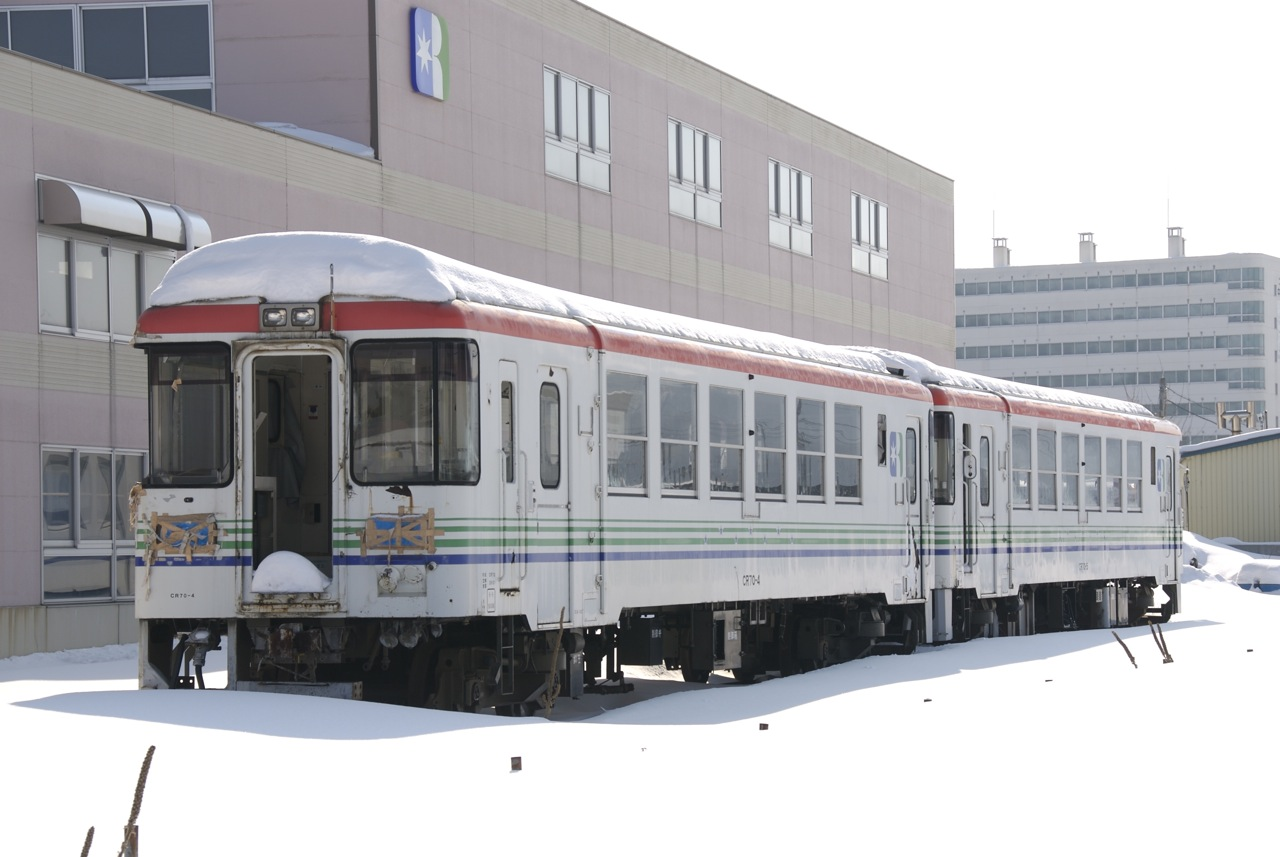
2000年に廃車後、廃線後も旧車庫横に放置されていたCR70-4・5（2007年2月）

車両10両のうち3両はミャンマーへ、6両は保存用として陸別町へ売却された。残り1両（CR70形-6号車）は鉄道愛好家に売却され、枝幸町で列車運転体験施設を造る構想だったが、輸送費用などの問題から頓挫。2007年9月末に解体される予定のところ北見市内の社会福祉法人北見有愛会理事長中村透の手により引き取られ、北見市新生町の事務所駐車場に展示用として保管（車体のみで足回り無し）されている。

### 他社乗り入れ
- 気動車
  - キハ40形

## 駅一覧
- 全駅北海道に所在。
- 線路（全線単線） … ◇：列車交換可、｜：列車交換不可[注釈 3]
- 停車駅
  - 普通列車… 基本的に全旅客駅に停車。
  - 快速「銀河」… ●の駅は停車、｜の駅は通過

| 駅名       | 営業キロ | 営業キロ | 快速銀河 | 接続路線など                         | 線路 | 所在地   | 所在地 | 所在地   |
| 駅名       | 駅間     | 累計     | 快速銀河 | 接続路線など                         | 線路 | 所在地   | 所在地 | 所在地   |
| ---------- | -------- | -------- | -------- | ------------------------------------ | ---- | -------- | ------ | -------- |
| 池田駅     | -        | 0.0      | ●        | 北海道旅客鉄道：根室本線（一部直通） | ◇    | 十勝管内 | 中川郡 | 池田町   |
| 様舞駅     | 5.7      | 5.7      | ｜       | 旧仮乗降場                           | ｜   | 十勝管内 | 中川郡 | 池田町   |
| 高島駅     | 5.8      | 11.5     | ●        |                                      | ◇    | 十勝管内 | 中川郡 | 池田町   |
| 大森駅     | 5.0      | 16.5     | ｜       | 旧仮乗降場                           | ｜   | 十勝管内 | 中川郡 | 池田町   |
| 勇足駅     | 4.3      | 20.8     | ●        |                                      | ｜   | 十勝管内 | 中川郡 | 本別町   |
| 南本別駅   | 2.7      | 23.5     | ｜       |                                      | ｜   | 十勝管内 | 中川郡 | 本別町   |
| 岡女堂駅   | 3.8      | 27.3     | ｜       | 転換後新駅                           | ｜   | 十勝管内 | 中川郡 | 本別町   |
| 本別駅     | 2.5      | 29.8     | ●        |                                      | ◇    | 十勝管内 | 中川郡 | 本別町   |
| 仙美里駅   | 6.4      | 36.2     | ｜       |                                      | ｜   | 十勝管内 | 中川郡 | 本別町   |
| 足寄駅     | 8.4      | 44.6     | ●        |                                      | ◇    | 十勝管内 | 足寄郡 | 足寄町   |
| 愛冠駅     | 6.1      | 50.7     | ｜       | 旧仮乗降場                           | ｜   | 十勝管内 | 足寄郡 | 足寄町   |
| 西一線駅   | 3.3      | 54.0     | ｜       |                                      | ｜   | 十勝管内 | 足寄郡 | 足寄町   |
| 塩幌駅     | 1.9      | 55.9     | ｜       |                                      | ｜   | 十勝管内 | 足寄郡 | 足寄町   |
| 上利別駅   | 2.5      | 58.4     | ●        |                                      | ◇    | 十勝管内 | 足寄郡 | 足寄町   |
| 笹森駅     | 3.8      | 62.2     | ｜       | 旧仮乗降場                           | ｜   | 十勝管内 | 足寄郡 | 足寄町   |
| 大誉地駅   | 4.3      | 66.5     | ●        |                                      | ｜   | 十勝管内 | 足寄郡 | 足寄町   |
| 薫別駅     | 4.2      | 70.7     | ｜       |                                      | ｜   | 十勝管内 | 足寄郡 | 陸別町   |
| 陸別駅     | 6.7      | 77.4     | ●        |                                      | ◇    | 十勝管内 | 足寄郡 | 陸別町   |
| 分線駅     | 5.7      | 83.1     | ｜       |                                      | ｜   | 十勝管内 | 足寄郡 | 陸別町   |
| 川上駅     | 4.1      | 87.2     | ｜       |                                      | ｜   | 十勝管内 | 足寄郡 | 陸別町   |
| 小利別駅   | 6.3      | 93.5     | ●        |                                      | ｜   | 十勝管内 | 足寄郡 | 陸別町   |
| 置戸駅     | 15.9     | 109.4    | ●        |                                      | ◇    | 網走管内 | 常呂郡 | 置戸町   |
| 豊住駅     | 4.4      | 113.8    | ｜       | 旧仮乗降場                           | ｜   | 網走管内 | 常呂郡 | 置戸町   |
| 境野駅     | 2.8      | 116.6    | ●        |                                      | ｜   | 網走管内 | 常呂郡 | 置戸町   |
| 西訓子府駅 | 1.8      | 118.4    | ｜       | 旧仮乗降場                           | ｜   | 網走管内 | 常呂郡 | 訓子府町 |
| 西富駅     | 3.0      | 121.4    | ｜       | 旧仮乗降場                           | ｜   | 網走管内 | 常呂郡 | 訓子府町 |
| 訓子府駅   | 2.1      | 123.5    | ●        |                                      | ◇    | 網走管内 | 常呂郡 | 訓子府町 |
| 穂波駅     | 1.8      | 125.3    | ｜       | 旧仮乗降場                           | ｜   | 網走管内 | 常呂郡 | 訓子府町 |
| 日ノ出駅   | 2.1      | 127.4    | ｜       | 旧仮乗降場                           | ｜   | 網走管内 | 常呂郡 | 訓子府町 |
| 広郷駅     | 2.0      | 129.4    | ｜       | 旧仮乗降場                           | ｜   | 網走管内 | 北見市 | 北見市   |
| 上常呂駅   | 2.8      | 132.2    | ●        |                                      | ◇    | 網走管内 | 北見市 | 北見市   |
| 北光社駅   | 3.3      | 135.5    | ｜       | 旧仮乗降場                           | ｜   | 網走管内 | 北見市 | 北見市   |
| 北見駅     | 4.5      | 140.0    | ●        | 北海道旅客鉄道：石北本線             | ◇    | 網走管内 | 北見市 | 北見市   |

### 廃止施設
- 釧北仮乗降場 - 1916年（大正5年）11月1日に、釧路国と北見国の境界にあたる現在の陸別町・置戸町境界付近付近に信号場として開設、後に仮乗降場化。1957年（昭和32年）6月1日廃止。この付近は淕別（陸別）が十勝支庁所属となった1948年（昭和23年）10月以降は主に「池北峠」と呼ばれ、「釧北」は現在釧網本線「釧北トンネル」、国道240号「釧北峠」で使われる。

## 輸送・収支実績
| 年度 | 旅客輸送人員（千人） | 一日1Km平均通過人員（人） | 鉄道業営業収入（千円） | 鉄道業営業費（千円） |
| ---- | -------------------- | ------------------------- | ---------------------- | -------------------- |
| 1989 | 904                  | 516                       | 261,527                | 698,245              |
| 1990 | 1,027                | 476                       | 312,889                | 838,256              |
| 1991 | 943                  | 439                       | 305,076                | 842,655              |
| 1992 | 903                  | 472                       | 285,814                | 783,548              |
| 1993 | 880                  | 462                       | 272,144                | 813,264              |
| 1994 | 866                  | 456                       | 265,623                | 766,928              |
| 1995 | 816                  | 431                       | 279,812                | 786,029              |
| 1996 | 765                  | 406                       | 284,130                | 770,294              |
| 1997 | 698                  | 372                       | 264,320                | 760,591              |
| 1998 | 678                  | 361                       | 279,383                | 775,039              |
| 1999 | 657                  | 345                       | 233,799                | 732,043              |
| 2000 | 615                  | 320                       | 209,187                | 652,426              |
| 2001 | 578                  | 302                       | 240,554                | 647,788              |
| 2002 | 536                  | 281                       | 204,091                | 609,451              |
| 2003 | 496                  | 260                       | 225,973                | 628,825              |
| 2004 | 452                  | 242                       | 197,206                | 554,431              |

- 民鉄主要統計『年鑑日本の鉄道』1992年-2007年

## 廃止後の状況
旧陸別駅周辺は、「ふるさと銀河線りくべつ鉄道」として約1kmにわたって整備されている。旧川上駅までの9.8kmを整備する予定だったが、維持費の捻出が難しいため当面の間は予定より短距離にとどめられた。ただし、今後延伸する可能性は残しており川上駅までの区間で保線車両を用いた試験運行を実施している。廃止からちょうど2年を迎えた2008年（平成20年）4月20日より営業が開始され、ふるさと銀河線で使用されていた気動車の乗車体験や運転体験をすることができる。2015年からは、陸別から隣駅の分線までの約6kmを体験することができる。
2017年の営業期間は、4月22日から10月29日（火曜日・水曜日は定休日）で、営業日によって来場者の体験できるメニューが異なり、体験メニューによっては予約が必要な場合がある。
代替バスは全線直通は設定されず、陸別を境に帯広 - 池田 - 足寄 - 陸別間が十勝バスに、陸別・置戸・訓子府 - 北見間が北海道北見バスに転換された。十勝バスが足寄 - 陸別間を新設、北海道北見バスが陸別 - 置戸間を新設するとともに、既存路線を増発して対応している。両社が期間限定運行していた特急バス「北見帯広線」（池田町は池田駅を経由せず利別に停車）は代替バス運行開始に伴い廃止されている。